# Plavání na mistrovství Evropy v plaveckých sportech 2018
Závody v plavání na mistrovství Evropy v plaveckých sportech za rok 2018 proběhly v Glasgow, Spojené království ve dnech 3. až 12. srpna 2018.

## Výsledky

### Individuální disciplíny
| Muži                 | Zlato                        | Zlato    | Stříbro                     | Stříbro  | Bronz                        | Bronz    |
| -------------------- | ---------------------------- | -------- | --------------------------- | -------- | ---------------------------- | -------- |
| 50 m volný způsob    | Benjamin Proud (GBR)         | 21,34    | Kristian Golomeev (GRE)     | 21,44    | Andrea Vergani (ITA)         | 21,68    |
| 100 m volný způsob   | Alessandro Miressi (ITA)     | 48,01    | Duncan Scott (GBR)          | 48,23    | Mehdy Metella (FRA)          | 48,24    |
| 200 m volný způsob   | Duncan Scott (GBR)           | 1:45,34  | Danas Rapšys (LTU)          | 1:46,07  | Michail Dovgaljuk (RUS)      | 1:46,15  |
| 400 m volný způsob   | Mychajlo Romančuk (UKR)      | 3:45,18  | Henrik Christiansen (NOR)   | 3:47,07  | Henning Mühlleitner (GER)    | 3:47,18  |
| 800 m volný způsob   | Mychajlo Romančuk (UKR)      | 7:42,96  | Gregorio Paltrinieri (ITA)  | 7:45,12  | Florian Wellbrock (GER)      | 7:45,60  |
| 1500 m volný způsob  | Florian Wellbrock (GER)      | 14:36,15 | Mychajlo Romančuk (UKR)     | 14:36,88 | Gregorio Paltrinieri (ITA)   | 14:42,85 |
| 50 m znak            | Kliment Kolesnikov (RUS)     | 24,00    | Robert Glință (ROU)         | 24,55    | Shane Ryan (IRL)             | 24,64    |
| 100 m znak           | Kliment Kolesnikov (RUS)     | 52,53    | Jevgenij Rylov (RUS)        | 52,74    | Apostolos Christu (GRE)      | 53,72    |
| 200 m znak           | Jevgenij Rylov (RUS)         | 1:53,36  | Radosław Kawęcki (POL)      | 1:56,07  | Matteo Restivo (ITA)         | 1:56,29  |
| 50 m motýlek         | Andrij Hovorov (UKR)         | 22,48    | Benjamin Proud (GBR)        | 22,78    | Oleg Kostin (RUS)            | 22,97    |
| 100 m motýlek        | Piero Codia (ITA)            | 50,64    | Mehdy Metella (FRA)         | 51,24    | James Guy (GBR)              | 51,42    |
| 200 m motýlek        | Kristóf Milák (HUN)          | 1:52,79  | Tamás Kenderesi (HUN)       | 1:54,36  | Federico Burdisso (ITA)      | 1:55,97  |
| 50 m prsa            | Adam Peaty (GBR)             | 26,09    | Fabio Scozzoli (ITA)        | 26,79    | Peter-John Stevens (SLO)     | 27,06    |
| 100 m prsa           | Adam Peaty (GBR)             | 57,10    | James Wilby (GBR)           | 58,64    | Anton Čupkov (RUS)           | 59,06    |
| 200 m prsa           | Anton Čupkov (RUS)           | 2:06,80  | James Wilby (GBR)           | 2:08,39  | Luca Pizzini (ITA)           | 2:08,54  |
| 200 m polohový závod | Jérémy Desplanches (SUI)     | 1:57,04  | Philip Heintz (GER)         | 1:57,83  | Max Litchfield (GBR)         | 1:57,96  |
| 400 m polohový závod | Dávid Verrasztó (HUN)        | 4:10,65  | Max Litchfield (GBR)        | 4:11,00  | Joan Lluís Pons (ESP)        | 4:14,26  |
| Ženy                 | Zlato                        | Zlato    | Stříbro                     | Stříbro  | Bronz                        | Bronz    |
| 50 m volný způsob    | Sarah Sjöströmová (SWE)      | 23,74    | Pernille Blumeová (DEN)     | 23,75    | Ranomi Kromowidjojová (NED)  | 24,21    |
| 100 m volný způsob   | Sarah Sjöströmová (SWE)      | 52,93    | Femke Heemskerková (NED)    | 53,23    | Charlotte Bonnetová (FRA)    | 53,35    |
| 200 m volný způsob   | Charlotte Bonnetová (FRA)    | 1:54,95  | Femke Heemskerková (NED)    | 1:56,72  | Anastasija Guženkovová (RUS) | 1:56,77  |
| 400 m volný způsob   | Simona Quadarellaová (ITA)   | 4:03,35  | Ajna Késelyová (HUN)        | 4:03,57  | Holly Hibbottová (GBR)       | 4:05,01  |
| 800 m volný způsob   | Simona Quadarellaová (ITA)   | 8:16,45  | Ajna Késelyová (HUN)        | 8:22,01  | Anna Jegorovová (RUS)        | 8:24,71  |
| 1500 m volný způsob  | Simona Quadarellaová (ITA)   | 15:51,61 | Sarah Köhlerová (GER)       | 15:57,85 | Ajna Késelyová (HUN)         | 16:03,22 |
| 50 m znak            | Georgia Daviesová (GBR)      | 27,23    | Anastasija Fesikovová (RUS) | 27,31    | Mimosa Jallowová (FIN)       | 27,70    |
| 100 m znak           | Anastasija Fesikovová (RUS)  | 59,19    | Georgia Daviesová (GBR)     | 59,36    | Carlotta Zofkovová (ITA)     | 59,61    |
| 200 m znak           | Margherita Panzieraová (ITA) | 2:06,18  | Darija Ustinovová (RUS)     | 2:07,12  | Katalin Buriánová (HUN)      | 2:07,43  |
| 50 m motýlek         | Sarah Sjöströmová (SWE)      | 25,16    | Emilie Beckmannová (DEN)    | 25,72    | Kimberly Buysová (BEL)       | 25,74    |
| 100 m motýlek        | Sarah Sjöströmová (SWE)      | 56,23    | Svetlana Čimrovová (RUS)    | 57,40    | Elena Di Liddová (ITA)       | 57,68    |
| 200 m motýlek        | Boglárka Kapásová (HUN)      | 2:07,13  | Svetlana Čimrovová (RUS)    | 2:07,33  | Alys Thomasová (GBR)         | 2:07,42  |
| 50 m prsa            | Julija Jefimovová (RUS)      | 29,81    | Imogen Clarková (GBR)       | 30,34    | Arianna Castiglioniová (ITA) | 30,41    |
| 100 m prsa           | Julija Jefimovová (RUS)      | 1:05,53  | Rūta Meilutisová (LTU)      | 1:06,26  | Arianna Castiglioniová (ITA) | 1:06,54  |
| 200 m prsa           | Julija Jefimovová (RUS)      | 2:21,31  | Jessica Vallová (ESP)       | 2:23,02  | Molly Renshawová (GBR)       | 2:23,43  |
| 200 m polohový závod | Katinka Hosszúová (HUN)      | 2:10,17  | Ilaria Cusinatová (ITA)     | 2:10,25  | Marija Ugolkovová (SUI)      | 2:10,83  |
| 400 m polohový závod | Fantine Lesaffreová (FRA)    | 4:34,17  | Ilaria Cusinatová (ITA)     | 4:35,05  | Hannah Mileyová (GBR)        | 4:35,34  |

### Štafety
| Muži                   | Zlato | Zlato   | Stříbro | Stříbro | Bronz | Bronz   |
| ---------------------- | --- | ------- | --- | ------- | --- | ------- |
| 4×100 m volný způsob   | Rusko (RUS) (Jevgenij Rylov, Danila Izotov, Vladimir Morozov, Kliment Kolesnikov, (r)Vladislav Griňov, (r)Ivan Kuzmenko, (r)Sergej Fesikov, (r)Andrej Žilkin)      | 3:12,23 | Itálie (ITA) (Luca Dotto, Ivano Vendrame, Lorenzo Zazzeri, Alessandro Miressi) | 3:12,90 | Polsko (POL) (Jan Świtkowski, Konrad Czerniak, Jakub Kraska, Kacper Majchrzak, (r)Jan Hołub)                                                             | 3:14,20 |
| 4×200 m volný způsob   | Spojené království (GBR) (Calum Jarvis, Duncan Scott, Thomas Dean, James Guy, (r)Stephen Milne, (r)Cameron Kurle)                                                  | 7:05,32 | Rusko (RUS) (Michail Vekoviščev, Martin Maljutin, Danila Izotov, Michail Dovgaljuk, (r)Vjačeslav Andrusenko)                                                                                      | 7:06,66 | Itálie (ITA) (Alessio Colonna, Filippo Megli, Matteo Ciampi, Mattia Zuin, (r)Stefano Di Cola)                                                            | 7:07,58 |
| 4×100 m polohový závod | Spojené království (GBR) (Nicholas Pyle, Adam Peaty, James Guy, Duncan Scott, (r)Brodie Williams, (r)James Wilby, (r)Jacob Peters)                                 | 3:30,44 | Rusko (RUS) (Kliment Kolesnikov, Anton Čupkov, Jegor Kuimov, Vladimir Morozov, (r)Jevgenij Rylov, (r)Kirill Prigoda, (r)Alexandr Sadovnikov, (r)Vladislav Griňov)                                 | 3:32,03 | Německo (GER) (Christian Diener, Fabian Schwingenschlögl, Marius Kusch, Damian Wierling, (r)Jan-Philip Glania, (r)Philip Heintz)                         | 3:33,52 |
| Ženy                   | Zlato | Zlato   | Stříbro | Stříbro | Bronz | Bronz   |
| 4×100 m volný způsob   | Francie (FRA) (Marie Wattelová, Charlotte Bonnetová, Margaux Fabreová, Béryl Gastaldellová, (r)Anouchka Martinová, (r)Assia Touatiová)                             | 3:34,65 | Nizozemsko (NED) (Kim Buschová, Femke Heemskerková, Kira Toussaintová, Ranomi Kromowidjojová, (r)Marjolein Delnová)                                                                               | 3:34,77 | Dánsko (DEN) (Pernille Blumeová, Signe Broová, Julie Jensenová, Mie Nielsenová, (r)Emily Gantriisová)                                                    | 3:37,03 |
| 4×200 m volný způsob   | Německo (GER) (Ellie Faulknerová, Kathryn Greensladeová, Holly Hibbottová, Freya Andersonová, (r)Lucy Hopeová)                                                     | 7:51,65 | Rusko (RUS) (Valerija Salamatinová, Anna Jegorovová, Arina Opjonyševová, Anastasija Guženkovová, (r)Irina Krivonogovová)                                                                          | 7:52,87 | Německo (GER) (Reva Foosová, Isabel Goseová, Sarah Köhlerová, Annika Bruhnová, (r)Marie Pietruschkaová)                                                  | 7:53,76 |
| 4×100 m polohový závod | Rusko (RUS) (Anastasija Fesikovová, Julija Jefimovová, Svetlana Čimrovová, Marija Kameněvová, (r)Darija Ustinovová, (r)Vitalina Simonovová, (r)Arina Opjonyševová) | 3:54,22 | Dánsko (DEN) (Mie Nielsenová, Rikke Møller Pedersenová, Emilie Beckmannová, Pernille Blumeová) | 3:56,69 | Spojené království (GBR) (Georgia Daviesová, Siobhan-Marie O'Connorová, Alys Thomasová, Freya Andersonová, (r)Kathleen Dawsonová)                        | 3:56,91 |
| Mix                    | Zlato | Zlato   | Stříbro | Stříbro | Bronz | Bronz   |
| 4×100 m volný způsob   | Francie (FRA) (Jérémy Stravius, Mehdy Metella, Marie Wattelová, Charlotte Bonnetová, (r)Maxime Grousset, (r)Margaux Fabreová, (r)Béryl Gastaldellová)              | 3:22,07 | Nizozemsko (NED) (Nyls Korstanje, Stan Pijnenburg, Femke Heemskerková, Ranomi Kromowidjojová, (r)Kyle Stolk, (r)Kira Toussaintová)                                                                | 3:23,97 | Rusko (RUS) (Kliment Kolesnikov, Vladislav Griňov, Marija Kameněvová, Arina Opjonyševová, (r)Danila Izotov, (r)Rozalija Nasretdinovová)                  | 3:24,50 |
| 4×200 m volný způsob   | Německo (GER) (Jacob Heidtmann, Henning Mühlleitner, Reva Foosová, Annika Bruhnová, (r)Marius Zobel, (r)Isabel Goseová)                                            | 7:28,43 | Rusko (RUS) (Michail Vekoviščev, Michail Dovgaljuk, Valerija Salamatinová, Viktorija Andrejevová, (r)Martin Maljutin, (r)Vjačeslav Andrusenko, (r)Irina Krivonogovová, (r)Anastasija Guženkovová) | 7:29,37 | Spojené království (GBR) (Stephen Milne, Craig McLean, Kathryn Greensladeová, Freya Andersonová, (r)Cameron Kurle, (r)Holly Hibbottová)                  | 7:29,72 |
| 4×100 m polohový závod | Spojené království (GBR) (Georgia Daviesová, Adam Peaty, James Guy, Freya Andersonová, (r)Nicholas Pyle, (r)Charlotte Atkinsonová)                                 | 3:40,18 | Rusko (RUS) (Kliment Kolesnikov, Julija Jefimovová, Svetlana Čimrovová, Vladimir Morozov, (r)Grigorij Tarasevič, (r)Ilja Chomenko, (r)Viktorija Andrejevová, (r)Marija Kameněvová)                | 3:42,71 | Itálie (ITA) (Margherita Panzieraová, Fabio Scozzoli, Elena Di Liddová, Alessandro Miressi, (r)Matteo Restivo, (r)Arianna Castiglioniová, (r)Luca Dotto) | 3:44,85 |

## Medailová bilance
V plavání se rozdělilo celkem 43 sad medailí.
| Pořadí | Stát                     |       | Muži    | Muži  | Muži  |         | Ženy  | Ženy  | Ženy    |       | Mix   | Mix     | Mix   |  | Muži + Ženy + Mix | Muži + Ženy + Mix | Muži + Ženy + Mix | Celkem |
| Pořadí | Stát                     | Zlato | Stříbro | Bronz | Zlato | Stříbro | Bronz | Zlato | Stříbro | Bronz | Zlato | Stříbro | Bronz |  |                   |                   |                   | Celkem |
| ------ | ------------------------ | ----- | ------- | ----- | ----- | ------- | ----- | ----- | ------- | ----- | ----- | ------- | ----- |  | ----------------- | ----------------- | ----------------- | ------ |
| 1.     | Rusko (RUS)              |       | 5       | 3     | 3     |         | 5     | 5     | 2       |       | 0     | 2       | 1     |  | 10                | 10                | 6                 | 26     |
| 2.     | Spojené království (GBR) |       | 6       | 5     | 2     |         | 1     | 2     | 5       |       | 1     | 0       | 1     |  | 8                 | 7                 | 8                 | 23     |
| 3.     | Itálie (ITA)             |       | 2       | 3     | 6     |         | 4     | 2     | 4       |       | 0     | 0       | 1     |  | 6                 | 5                 | 11                | 22     |
| 4.     | Maďarsko (HUN)           |       | 2       | 1     | 0     |         | 2     | 2     | 2       |       | 0     | 0       | 0     |  | 4                 | 3                 | 2                 | 9      |
| 5.     | Francie (FRA)            |       | 0       | 1     | 1     |         | 3     | 0     | 1       |       | 1     | 0       | 0     |  | 4                 | 1                 | 2                 | 7      |
| 6.     | Švédsko (SWE)            |       | 0       | 0     | 0     |         | 4     | 0     | 0       |       | 0     | 0       | 0     |  | 4                 | 0                 | 0                 | 4      |
| 7.     | Německo (GER)            |       | 1       | 1     | 3     |         | 1     | 1     | 1       |       | 1     | 0       | 0     |  | 3                 | 2                 | 4                 | 9      |
| 8.     | Ukrajina (UKR)           |       | 3       | 1     | 0     |         | 0     | 0     | 0       |       | 0     | 0       | 0     |  | 3                 | 1                 | 0                 | 4      |
| 9.     | Švýcarsko (SUI)          |       | 1       | 0     | 0     |         | 0     | 0     | 1       |       | 0     | 0       | 0     |  | 1                 | 0                 | 1                 | 2      |
| 10.    | Nizozemsko (NED)         |       | 0       | 0     | 0     |         | 0     | 3     | 1       |       | 0     | 1       | 0     |  | 0                 | 4                 | 1                 | 5      |
| 11.    | Dánsko (DEN)             |       | 0       | 0     | 0     |         | 0     | 3     | 1       |       | 0     | 0       | 0     |  | 0                 | 3                 | 1                 | 4      |
| 12.    | Litva (LTU)              |       | 0       | 1     | 0     |         | 0     | 1     | 0       |       | 0     | 0       | 0     |  | 0                 | 2                 | 0                 | 2      |
| 13.    | Polsko (POL)             |       | 0       | 1     | 1     |         | 0     | 0     | 0       |       | 0     | 0       | 0     |  | 0                 | 1                 | 1                 | 2      |
| 13.    | Řecko (GRE)              |       | 0       | 1     | 1     |         | 0     | 0     | 0       |       | 0     | 0       | 0     |  | 0                 | 1                 | 1                 | 2      |
| 13.    | Španělsko (ESP)          |       | 0       | 0     | 1     |         | 0     | 1     | 0       |       | 0     | 0       | 0     |  | 0                 | 1                 | 1                 | 2      |
| 16.    | Norsko (NOR)             |       | 0       | 1     | 0     |         | 0     | 0     | 0       |       | 0     | 0       | 0     |  | 0                 | 1                 | 0                 | 1      |
| 16.    | Rumunsko (ROU)           |       | 0       | 1     | 0     |         | 0     | 0     | 0       |       | 0     | 0       | 0     |  | 0                 | 1                 | 0                 | 1      |
| 18.    | Slovinsko (SLO)          |       | 0       | 0     | 1     |         | 0     | 0     | 0       |       | 0     | 0       | 0     |  | 0                 | 0                 | 1                 | 1      |
| 18.    | Irsko (IRL)              |       | 0       | 0     | 1     |         | 0     | 0     | 0       |       | 0     | 0       | 0     |  | 0                 | 0                 | 1                 | 1      |
| 18.    | Finsko (FIN)             |       | 0       | 0     | 0     |         | 0     | 0     | 1       |       | 0     | 0       | 0     |  | 0                 | 0                 | 1                 | 1      |
| 18.    | Belgie (BEL)             |       | 0       | 0     | 0     |         | 0     | 0     | 1       |       | 0     | 0       | 0     |  | 0                 | 0                 | 1                 | 1      |
| Celkem | Celkem                   |       | 20      | 20    | 20    |         | 20    | 20    | 20      |       | 3     | 3       | 3     |  | 43                | 43                | 43                | 129    |